# Oculocornia orientalis
Genre
Espèce
Oculocornia orientalis, unique représentant du genre Oculocornia, est une espèce d'araignées aranéomorphes de la famille des Linyphiidae.

## Distribution
Cette espèce est endémique de Primorie en Russie,.

## Publication originale
- Oliger, 1985 : New species and a new genus of the spider family Micryphantidae (Aranei) from Primorye Territory. Entomologicheskoe Obozrenie, vol. 64, p. 645-648.